# Hienheimer Forst östlich und westlich Schwaben
Hienheimer Forst östlich und westlich Schwaben este o arie protejată (arie specială de conservare — SAC, sit de importanță comunitară — SCI) din Germania întinsă pe o suprafață de 1.191,6 ha, integral pe uscat.

## Localizare
Centrul sitului Hienheimer Forst östlich und westlich Schwaben este situat la coordonatele 48°54′56″N 11°44′17″E / 48.9156°N 11.7381°E.

## Înființare
Situl Hienheimer Forst östlich und westlich Schwaben a fost declarat sit de importanță comunitară în noiembrie 2004 pentru a proteja 1 specie de plante și 5 specii de animale. Situl a fost protejat și ca arie specială de conservare în aprilie 2016.

## Biodiversitate
Situată în ecoregiunea continentală, aria protejată conține 5 habitate naturale: Fânețe de joasă altitudine (Alopecurus pratensis, Sanguisorba officinalis), Păduri de fag Asperulo-Fagetum, Păduri de stejar și carpen Galio-Carpinetum, Păduri pe pante, grohotișuri și ravene de Tilio-Acerion, Păduri aluvionare cu Alnus glutinosa și Fraxinus excelsior (Alno-Padion, Alnion incanae, Salicion albae).
La baza desemnării sitului se află mai multe specii protejate:
- plante (1): mușchi (Dicranum viride)
- amfibieni (1): izvoraș-cu-burta-galbenă (Bombina variegata)
- mamifere (3): liliac cârn (Barbastella barbastellus), liliac cu urechi mari (Myotis bechsteinii), liliac comun (Myotis myotis)
- nevertebrate (1): Osmoderma eremita Complex